# ریکاردو پرادو
ریکاردو پرادو (Ricardo Prado) (زادهٔ ۳ ژانویهٔ ۱۹۶۵) شناگر اهل برزیل است.